# Sougraigne
Sougraigne ist eine französische Gemeinde mit 127 Einwohnern (Stand 1. Januar 2022) im Département Aude in der Region Okzitanien. Die Gemeinde gehört zum Kanton La Haute-Vallée de l’Aude und zum Arrondissement Limoux. Die Bewohner nennen sich Sougraignois.

## Lage
Das Gemeindegebiet ist Teil des Regionalen Naturparks Corbières-Fenouillèdes.
Nachbargemeinden sind Rennes-les-Bains im Norden, Arques im Nordosten, Fourtou im Osten, Bugarach im Süden und Rennes-le-Château im Westen.

## Bevölkerungsentwicklung
| Jahr      | 1962 | 1968 | 1975 | 1982 | 1990 | 1999 | 2006 | 2015 |
| --------- | ---- | ---- | ---- | ---- | ---- | ---- | ---- | ---- |
| Einwohner | 97   | 53   | 48   | 56   | 65   | 54   | 77   | 101  |